# Петър Пенчев (физик)
Вижте пояснителната страница за други личности с името Петър Пенчев.
Петър Бенев Пенчев е български учен-физик, професор, един от пионерите в международен план в областта на естествената радиоактивност и създател на българската ядрена физика. Посвещава живота си на изследванията на радиоактивността на българските води (минерални, сондажни и други) и съпровождащите ги природни газове. Разработва нови методи и апарати за изследване на радиоактивността на термалните извори, както лабораторно, така и на място. Създава нов тип леснопреносими електрометри, както и нова методика за градуиране на уредите за измерване на радий и др., оригинална методика на събиране, съхранение, извличане и за количествено и за качествено определяне на радиевата еманация, за еталониране на апаратурата за измерване на радий и др.
Резултатите от изследванията му са фундаментален принос към развитието на балнеологията в България.
Лауреат на Димитровска награда за наука (1953 г.).

## Биография и научна дейност
Петър Бенев Пенчев е роден на 18 януари 1873 г. в с. Гъбене, Габровски окръг, в бедно семейство на ковач. Основното си образование завършва в родното си село с отличен успех, което дава основание през 1884 г. общината да отпусне средства за продължаване на образованието му в петокласното училище в Севлиево. От 1889 до 1891 г. учи в държавната реална гимназия в Сливен. Средното образование завършва също с отличен успех.
През 1891 г. се записва за редовен студент в Естественонаучния клон на физико-математическия отдел на Висшето училище в София (по-късно Софийски университет) по специалност „Химия и физика“. Слуша лекции по магнетизъм и електричество при проф. Порфирий Бахметиев и още като студент съвместно с него публикува 2 статии в изданието на Санкт-Петербургския университет (1894 г.). През същата година завършва Висшето училище с отличен успех.
През 1894 г. преподава в Казанлъшкото педагогическо училище. От 1895 до 1907 г. е асистент по физика във Висшето училище при проф. Бахметиев. През 1896 г. е командирован във Виена за усъвършенстване на изследванията му върху земния магнетизъм. В периода 1904 – 1906 г. специализира в Сорбоната (Париж) при Нобеловия лауреат проф. Пиер Кюри и в Гьотинген при Нобеловия лауреат проф. Йоханес Щарк. Специализацията на П. Пенчев при проф. Пиер Кюри затвърждава дефинитивно интереса му към радиоактивните явления. Усвоява методиката на радиоактивните изследвания и насочва и определя еднозначно научните си интереси в областта на естествената радиоактивност до края на живота си. Посвещава се на изследванията на българските води (минерални, сондатни и изворни) и съпровождащите ги природни газове. Разработва нови методи и апарати за изследване на радиоактивността на минералните води и газове (лабораторно и в теренни условия), като лично работи на самите извори в цялата страна. Създава нов тип леки преносими електрометри, нова методика за градуиране на уредите, оригинални методи за събиране, съхранение, извличане и количествено определяне на радиевата еманация за еталониране на апаратурата за измерване на радий и пр.
Пръв в България говори за теорията за относителността на Айнщайн и през периода 1920 – 1923 г. изнася редица университетски лекции на тази тема.
От 1914 до 1923 г. е доцент по експериментална физика.
От 1923 до 1938 г. заема длъжност професор ръководител на катедрата по експериментална физика в Софийски университет „Св. Климент Охридски“ (първият от български произход) до пенсионирането си.
От 1948 до 1956 г. е нещатен научен сътрудник във Физически институт на БАН
Сред неговите ученици и сътрудници са проф. д-р Елисавета Карамихайлова и академик Георги Наджаков.
Родоначалник на научната „династия“ Пенчеви – три поколения български професори, заедно със сина му член-кор. на БАН проф. дхн. Никола Пенчев (химик) и внучката му проф. дгмн Елка Пенчева (хидрогеохимик).
Починал на 19 март 1956 г. в София.

## Награди
Лауреат на Димитровска награда за научните му постижения и трудове върху радиоактивността на минералните и студени извори в България (1953 г.)
Орден " Св. Александър" IV-та степен (1929 г.) и ордени за граждански заслуги.